# 土井辰雄
土井 辰雄（どい たつお、1892年12月22日 - 1970年2月21日）は、大正時代から昭和時代にかけて活躍した日本のカトリック教会司教。洗礼名は「ペトロ」。カトリック東京大司教区の初代日本人大司教となり、日本人で初めて枢機卿に任ぜられた。

## 生涯
宮城県仙台市出身。1902年4月21日に洗礼を受ける。仙台第一中学（現・宮城県仙台第一高等学校）・第二高等学校（旧制）卒業後、ローマのウルバノ大学に留学し、神学・哲学の学位を得て帰国。1921年5月1日に司祭叙階。宮城県、岩手県の教会にて司牧活動の後、在京ローマ教皇使節秘書を務めていた。
パリ外国宣教会によって司牧されていた東京大司教区が1937年に邦人教区として独立した時、初代邦人大司教として東京教区長に任命され、1938年2月13日にジャン・アレキシス・シャンボン大司教の手により司教叙階を受けた。その後、日本天主公教団の代表者として第二次世界大戦下の国内のカトリック教会をまとめ、迫害から守ることに力を尽くした。
前任者であるシャンボン大司教の時に起こった上智大学事件などもきっかけとなり、戦前・戦時中の教会はキリスト教への無理解から発生する「邪教」「売国奴」「スパイ」などとの批判にさらされ、外国人宣教師から日本人聖職者・信徒に至るまで、スパイ容疑などで検挙・拘束・監視を受けることも多発した厳しい時代であった。そのような戦時中の時局から、「もし我々が殉教したら、残された信徒の群れを守る者がいなくなる。明治以来、宣教師・神父が言葉に尽くせぬ苦労を重ねて築いてきた宣教の結果も無に帰するだろう。しかし、次の三つを否定せよと要求されたら、真っ先に殉教するつもりだ。君たちも覚悟していてください。一つ、神の存在。二つ、三位一体。三つ、イエズス・キリストが神の御子であること。いいですか、よく覚えていてください。」と聖職者に語っている。
その一方で、日本天主公教団の代表者として1940年9月に長崎教区で大麻奉斎の徹底の決議に関わっている。
戦後、1960年3月28日に教皇ヨハネ23世によって日本人初の枢機卿に親任された。1967年には日本カトリック司教協議会会長に選出された。
1970年2月21日に77歳で亡くなり、東京カテドラル聖マリア大聖堂に葬られた。